# Nobilia
Nobilia (voluit: nobilia-Werke J. Stickling GmbH & Co. KG) is de grootste Duitse fabrikant van keukens. Het bedrijf werd opgericht in 1945. Er werken ongeveer 2000 werknemers en het bedrijf heeft het hoofdkantoor en fabriek in Verl. Ongeveer 1 op de 3 verkochte keukens in Duitsland is afkomstig van Nobilia. Het bedrijf produceert ongeveer 450.000 keukens per jaar.

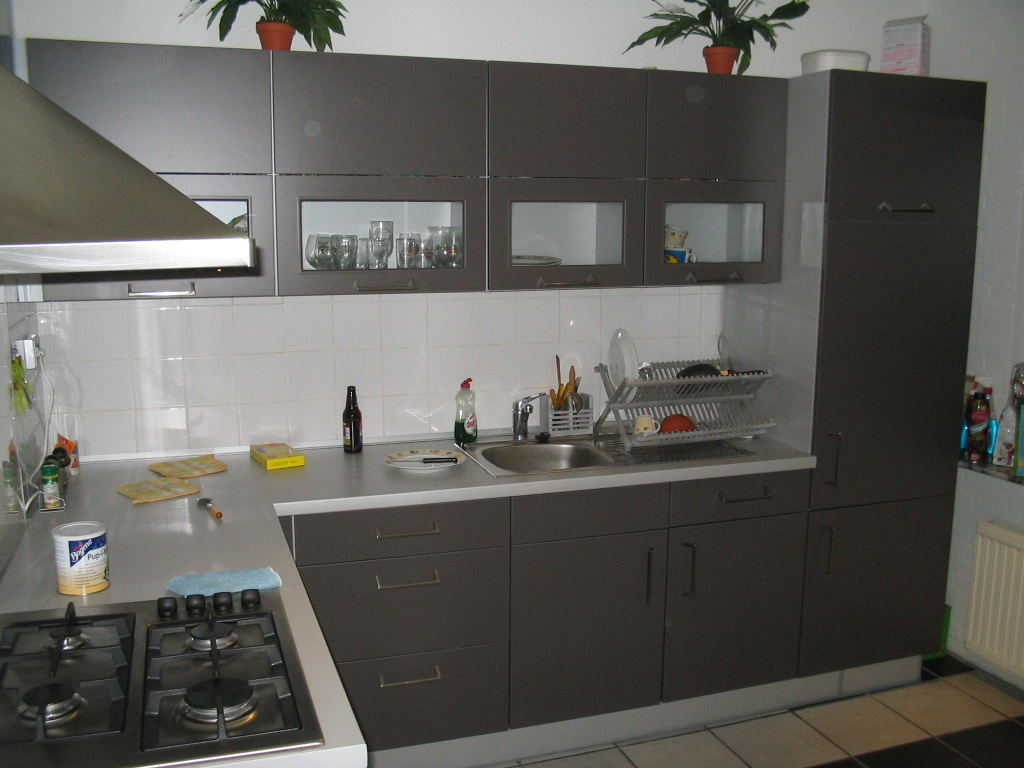
Nobilia keuken uit 2004